# Beania costata
Beania costata är en mossdjursart som först beskrevs av Busk 1876.  Beania costata ingår i släktet Beania och familjen Beaniidae. Inga underarter finns listade i Catalogue of Life.